# 워커 쿠퍼
윌리엄 워커 쿠퍼(William Walker Cooper, 1915년 1월 8일~1991년 4월 11일)는 미국의 프로 야구 선수이자 감독이다. 1940년부터 1957년까지 메이저 리그 베이스볼(MLB)에서 포수로 뛰었으며, 세인트루이스 카디널스가 두 차례 월드 시리즈 우승을 차지했을 때의 일원으로 잘 알려져 있다. 여덟 차례 올스타에 선정되었으며, 1940년대와 1950년대 초 리그 정상급 포수로 유명했다. 워커 쿠퍼의 형인 모트 쿠퍼 역시 메이저 리그에서 투수로 뛴 선수였다.